# Toni Ho
Toni Ho, también conocida como Iron Patriot, es una superheroína ficticia que aparece en los cómics estadounidenses publicados por Marvel Comics.

## Historial de publicaciones
Toni Ho apareció por primera vez en New Avengers Vol. 4 # 1 (diciembre de 2015), y creado por Al Ewing (escritor) y Gerardo Sandoval (artista).

## Biografía del personaje ficticio
Antonia Yinsen es la hija de Ho Yinsen, ingeniera con tres doctorados.
Se convierte en miembro de Avengers Idea Mechanics rehabilitada después de ser comprada por Roberto da Costa. Como parte del grupo, ella sirve como parte de un equipo de apoyo para los Nuevos Vengadores. Toni también estudió a Aikku Jokinen, la portadora del traje inteligente Pod. Toni se interesó en Aikku, no solo por el traje de Pod sino porque simpatiza con las razones personales de Aikku para no querer quitarse a Pod. Toni se enamora de Aikku, y Aikku correspondió estos sentimientos. Ambas fueron atacadas por el Hacedor y Toni se puso su propia armadura de Iron Man para defender a Aikku y Pod. Cuando Pod expulsó a Aikku, Toni ayuda a su interés amoroso con el nuevo traje interior.
Toni luego usa su propia armadura Iron Patriot como miembro de los Vengadores U.S.A. En su primera misión, el equipo se encontró con el Imperio Secreto en una base de isla volcánica flotante. Más tarde se les acercó un futuro equivalente del Capitán América cuando Golden Skull llegó a la línea de tiempo actual para robar toda la riqueza del mundo. En Miami, Florida, el equipo se estrelló en una gala benéfica solo para descubrir que los CEOs ricos fueron secuestrados y reemplazados por robots. Durante la batalla, el equipo logra derrotar y capturar a Golden Skull con un traje blindado dorado, y el Capitán América vuelve a la línea de tiempo futura con Golden Skull como prisionera.
Durante la parte del "Salvo de apertura" de la historia del "Imperio Secreto", Aikku se preocupa por Toni, ya que ha pasado demasiado tiempo mejorando su armadura Iron Patriot. Durante el evento, el equipo llega a Washington D. C. para confrontar a Hydra cuando Robert Maverick ataca al grupo debido a los nanites inyectados por el agente doble de Hydra, Kyle. En un intento por salvar al grupo, Toni usó un dispositivo de teletransportación para enviar a Enigma y Chica Ardilla lejos, donde terminaron en París. Ella y Red Hulk son capturados y encarcelados, cuando ven a Roberto casi muerto en una de las celdas. Mientras se adapta a la vida en prisión, Toni logra salvar a Roberto justo a tiempo cuando los soldados de Hydra llegan a su celda. En la prisión, Toni ayuda a Roberto a derrotar a los guardias y liberar a Red Hulk de los nanites que controlan, permitiéndoles tomar el control de la prisión. Luego se pone en contacto con Enigma, después de que ella y Chica Ardilla ayudan a los Campeones de Europa a derrotar a los soldados de Hydra en París, y hacen planes para que regresen a los Estados Unidos. También le dice a Enigma que renunciará al manto de Iron Patriot para que su relación pueda continuar. Durante el curso de este encarcelamiento, Toni libera parte de su ira hacia el sacrificio de su padre, un acto heroico que debe ser honrado. Después del evento, Toni desactiva los nanites de Red Hulk, permitiendo que Maverick vuelva a la normalidad. Más tarde se le acercaron algunos agentes de A.I.M. que quieren que ella sea el nuevo líder de la organización después de que Roberto renuncie.
Mientras viajan por el espacio, Smasher y Vengadores U.S.A. son atacados por piratas espaciales conocidos como warpjackers. Después de una breve pelea, los piratas les dicen que Glenbrook es en realidad el planeta Kral X y que su gobernante Ritchie Redwood es despiadada. Al llegar a Kral X, los héroes logran ayudar a Cannonball y a los rebeldes del planeta a derrocar a Ritchie. Después de restaurar el orden en el planeta, los héroes se dirigen a casa.
Después de que Roberto dejó la Mecánica de Inteligencia estadounidense, Toni tuvo éxito y permitió que las células A.I.M. rebeldes recuperaran sus siglas, ya que Toni había cambiado el nombre de su organización como R.E.S.C.U.E.

## Otras versiones
Se muestra una versión alternativa del personaje que tuvo una breve relación con Rikki Barnes, quien se reencarnó en su realidad hasta que ambas fueron asesinadas por el Hacedor.

## En otros medios
- Toni Ho tiene un cameo en Avengers: Ultron Revolution episodio, "En el Futuro", con la voz de Laura Bailey. Esta versión proviene de un posible futuro en el que se opone a Kang el Conquistador junto a Black Widow, Hawkeye, Thunderstrike y Joaquin Torres.[11]